# Bogdan II de Moldavia
Bogdan II Mușat (en rumano: Bogdan al II-lea; asesinado el 15 de octubre de 1451) fue príncipe de Moldavia de 1449 a 1451.

## Orígenes
Su ascendencia directa sigue siendo incierta. Para algunos historiadores era un hijo ilegítimo de Alejandro I el Bueno para otros era hijo del conde Bogdan, hermano y corregente de Alejandro desde 1400 hasta el 8 de marzo de 1407.

## Reinado
Nombrado conde en 1436, se convirtió en príncipe de Moldavia el 12 de octubre de 1449 con el apoyo de Juan Hunyadi, vaivoda de Transilvania y regente de Hungría, cuando expulsó del trono a Alejandro II de Moldavia, que era vasallo de Polonia. Intentó en vano negociar con los polacos que apoyaban a su rival Alejandro y finalmente reconoció la soberanía de Juan Hunyadi el 11 de febrero de 1450. El 17 de marzo, el rey de Polonia dio su consentimiento para la restauración de Alejandro II en Moldavia y las tropas ingresaron al país el 24 de junio. Entre 1387 y 1455 el Principado de Moldavia se reconoció como vasallo y aliado de Polonia, pero esto no significó, como afirman erróneamente algunos autores 2, que se hubiera convertido en una provincia polaca o un bastión del rey de Polonia. La prueba es que Bogdan II renovó su alianza con Hungría el 5 de julio antes de enfrentarse al ataque polaco. Entre el 5 o 6 de septiembre de 1450 cerca del pueblo de Crasna, derrota a un ejército polaco que intentaba restablecer a su predecesor Alejandro II.
Después de diez meses de combates más o menos indecisos, el príncipe Bogdan pudo reinar en paz y conceder donaciones a los monasterios. El 15 de octubre de 1451, mientras asistía a una boda, fue asesinado en Reuseni por otro pretendiente: Pedro Aarón.

## Matrimonio y descendencia
De su matrimonio con una tal Oltea (que luego se retiró a la vida monástica y tomó el nombre de María), tuvo un hijo:
- Esteban III el Grande, príncipe de Moldavia